# المعلوماتية الصحية في الصين
المعلوماتية الصحية في الصين (Chinese) حول المعلوماتية الصحية أو المعلوماتية الطبية أو نظام / تكنولوجيا معلومات الرعاية الصحية في الصين.
تم إجراء المراجعة والتقييم الرئيسيين للمعلوماتية الصحية في الصين لصالح منظمة الصحة العالمية - شبكة القياسات الصحية في عام 2006 والتي تفصل التقييمات الإقليمية، وتطوير مخطط الخطة الإستراتيجية، وتحسين نظام مراقبة صحة البيئة، والدراسات الاستقصائية المنزلية، ونظام الإحصاء الصحي الروتيني.
نظرًا لخطة تطوير المعلوماتية الصحية ، يتعين على جميع المستشفيات زيادة الاستثمار في بناء المستشفيات التقنية. ومن المتوقع أن يؤدي هذا المطلب إلى تسريع نمو سوق HIT الصيني بحوالي 25 إلى 30٪ سنويًا خلال الفترة 2006-2010.
بحلول نهاية عام 2006، زاد استثمار الصين في أنظمة معلومات الرعاية الصحية (HIS) بنحو 16 في المائة لتصل إلى 5.8 مليار يوان صيني على أساس دوري. يمثل هذا المبلغ ما يقرب من 0.5 ٪ من إجمالي مدفوعات الرعاية الصحية في البلاد البالغة 866 مليار يوان صيني خلال نفس المدة.
من المتوقع أن يتوسع حجم السوق إلى ما يقرب من 15 مليار يوان في عام 2010. يعتبر تطوير صناعة HIT في الصين بشكل عام في مرحلة مبدئية، تشبه تلك التي كانت في الدول الغربية قبل 20 عامًا. ومع ذلك، مع تعلم الصين المزيد عن التقنيات المتاحة والجديدة، لديها الآن فرصة للتقدم إلى الأمام.

## نظرة عامة على الرعاية الصحي

### المدفوعات
أنفقت الصين 97 مليار دولار، أو 5.5٪ من ناتجها المحلي الإجمالي، على الرعاية الصحية في عام 2004. كما تم ذكره سابقًا، لا يزال المدفوع العام على الرعاية الصحية منخفضًا؛ شكل الإنفاق العام في عام 2004 ما يعادل 17٪ فقط من إجمالي الإنفاق على الرعاية الصحية، بينما بلغ الإنفاق الشخصي 53.6٪.

### تغطية
يغطي البرنامج الوطني للتأمين الحكومي للعاملين في المناطق الحضارية حوالي 130 مليون شخص، وهو برنامج تم إنشاؤه في عام 2005. يتم تغطية 50 مليون شخص آخر من خلال التأمين الحكومي. ومع ذلك، فإن أقل من 30٪ من سكان الصين لديهم تأمين طبي. في الواقع، أكثر من 35٪ من سكان الحضر و 50٪ من سكان المناطق الريفية لا يتمتعون بأي تغطية على الإطلاق.

### بنية تحتية
يتكون نظام الرعاية الصحية الحالي في الصين بشكل أساسي من مستشفيات عامة كبيرة، يكملها عدد صغير من المستشفيات الخاصة الهادفة للربح. اعتبارًا من عام 2005، كان هناك 18703 مستشفى في الصين. من بينها 2,027 مستشفى خاص (10.83٪). يمكن فصل المستشفيات الصينية إلى ثلاث فئات: المستشفيات الحكومية (70٪) ومستشفيات الطب الصيني التقليدي (14٪) والمستشفيات المتخصصة (16٪).
أيضا يوجد في الصين 5895 مرفقًا للمرضى الخارجيين: 1266 مرفقًا خارجيًا و 541 مرفقًا للطب التقليدي. اعتبارًا من عام 2005، كان لدى الصين 1,938,272 طبيبًا مسجلًا يعملون بشكل أساسي في المستشفيات.